# Und wenn ein Lied
Und wenn ein Lied ist ein Lied der deutschen Popband Söhne Mannheims aus dem Jahr 2004.

## Entstehung und Veröffentlichung
Das Lied wurde von den beiden Söhne-Mannheims-Mitgliedern Michael Herberger und Xavier Naidoo geschrieben, komponiert und produziert. Bei der Produktion erhielten sie Unterstützung durch Markus Born III.
Die Erstveröffentlichung von Und wenn ein Lied erfolgte als Teil vom zweiten Söhne-Mannheims-Album Noiz am 13. Juni 2004 durch das eigene Musiklabel. Am 12. Dezember 2004 erschien es erstmals als dritte Singleauskopplung aus dem Album. Diese erschien als 2-Track-Single mit der B-Seite 	Die Legende sowie als Maxi-Single, die um drei weitere Versionen zu Und wenn ein Lied erweitert wurde. Das Frontcover der Single zeigt ein Klavier in einem leerstehenden Flur.
Im Jahr 2014 fungierte das Stück in leicht abgewandelter Form als Titellied der ersten Staffel von Sing meinen Song – Das Tauschkonzert.

## Musikvideo
Das dazugehörige Musikvideo entstand unter der Regie von Martin Kilger und Xavier Naidoo. Bis Oktober 2023 zählte es über 37 Millionen Aufrufe auf YouTube.

## Rezeption

### Charts und Chartplatzierungen
| ChartsChartplatzierungen | Höchstplatzierung | Wochen |
| ------------------------ | ----------------- | ------ |
| Deutschland (GfK)        | 2 (35 Wo.)        | 35     |
| Österreich (Ö3)          | 2 (24 Wo.)        | 24     |
| Schweiz (IFPI)           | 3 (33 Wo.)        | 33     |

| ChartsJahrescharts (2005) | Platzierung |
| ------------------------- | ----------- |
| Deutschland (GfK)         | 5           |
| Österreich (Ö3)           | 13          |
| Schweiz (IFPI)            | 8           |

### Auszeichnungen für Musikverkäufe
| Land/Region        | Auszeichnungen für Musikverkäufe (Land/Region, Auszeichnung, Verkäufe) | Verkäufe |
| ------------------ | ---------------------------------------------------------------------- | -------- |
| Deutschland (BVMI) | Gold                                                                   | 150.000  |
| Österreich (IFPI)  | Gold                                                                   | 20.000   |
| Insgesamt          | 2× Gold ·                                                              | 170.000  |

## Coverversionen (Auswahl)
- 2008: Adoro (Album: Adoro)[12]
- 2009: Vicky Leandros (Album: Möge der Himmel)[13]
- 2014: Sing meinen Song Allstars – Und wenn dein Lied (Album: Sing meinen Song – Das Tauschkonzert, Vol. 1)[2]
- 2015: Gregor Meyle (Album: Meylensteine)[14]
- 2016: Max + Johann feat. Joel Brandenstein[15]
- 2018: Goldmeister (Album: Alles Gold)[16]